# Рашов (обец Маршова-Рашов)
Рашов — (словац. Rašov), село (обец) в складі Окресу Битча розташоване в Жилінському краї Словаччини. Перша згадка про село датована 1439 роком. Входить до складу обци Маршова-Рашов.

## Загальниці
Обец Рашов розташований в історичному регіоні Словаччини — Стажовських гір (Strážovských vrchoch) в їх південно-західній частині у підніжжі масиву Суловських скель орієнтовне розташування — супутникові знімки [Архівовано 25 серпня 2011 у WebCite]. Обец розтягнувся по всій долині Рашовського потоку паралельно течії найбільшої словацької річки Ваг, а саме, в її поймі займає площу близько 660 гектарів з 540 мешканцями. Розміщений орієнтовно на висоті в 310 метрів над рівнем моря, відоме своїми природними, рекреаційними ресурсами. В обці розташовані чисельні історичні пам'ятки, але найбільш визначальним цієї місцини є туристична принада — Сульовські скелі, котрі відомі за межами самої Словаччини. З Рашовим пов'язані: народовець Йозеф Урбановський (Jozef Urbanovský), футбольний воротар та тренер Франтішек Смак (František Smak). В околиці обци Рашов, саме в лісовому гірському масиві розміщена регулярна військова частина. Недалеко від Рашова (3 км) пролягає загальноєвропейського значення автомагістраль Е50 та Е75.
Найвідоміші історичні пам'ятки Рашова:
- Капличка (побудована орієнтовно в кінці 18 столітті)
- Дзвіниця (побудована орієнтовно на початку 19 столітті)
- «Пожежна збройниця» (закладена в 1910 році)
- Хоха Святого Губерта — патрона містечка (Socha sv. Huberta)